# Université de Hanyang (métro de Séoul)
Université de Hanyang (en coréen : 한양대역 et officiellement en anglais : Hanyang University) est une station de passage de la ligne 2 du métro de Séoul. Elle est située 206 Wangsimni-ro, Haengdang-dong, dans l'arrondissement de Seongdong-gu à Séoul en Corée du Sud. Elle dessert notamment le campus de l'Université de Hanyang.
Ouverte en 1983, elle est desservie par les rames omnibus qui circulent sur la ligne 2.

## Situation sur le réseau

Plan du réseau (2023)

Établie en surface, la station Université de Hanyang est une station de passage dela ligne 2 du métro de Séoul. Elle est située sur la section principale circulaire entre Université de Hanyang, en direction de Hôtel de Ville, rotation dans le sens des aiguilles d'une montre sur la section circulaire, et Wangsimni], en direction de Hôtel de Ville, rotation dans le sens inverse des aiguilles d'une montre sur la section circulaire.

## Histoire
La station Université de Hanyang est mise en service le 16 septembre 1983 lors de l'ouverture à l'exploitation de la ligne 2 du métro de Séoul.

## Services aux voyageurs

### Accès et accueil
Situé à Haengdang-dong, cette station de la line 2 est établie en surface. La station dispose notamment d'automates pour l'achat de titres de transport.

Installations
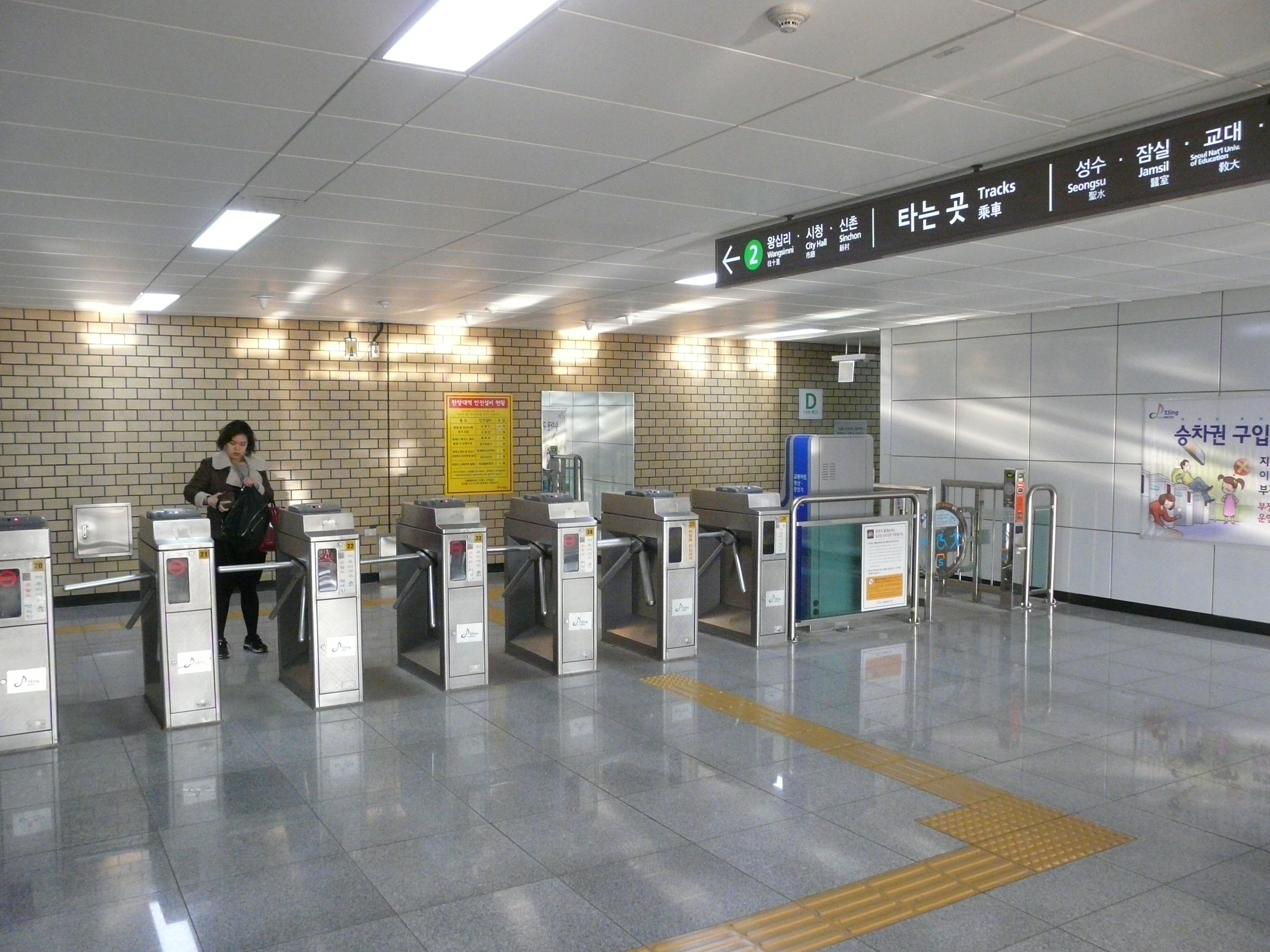
En 2013.
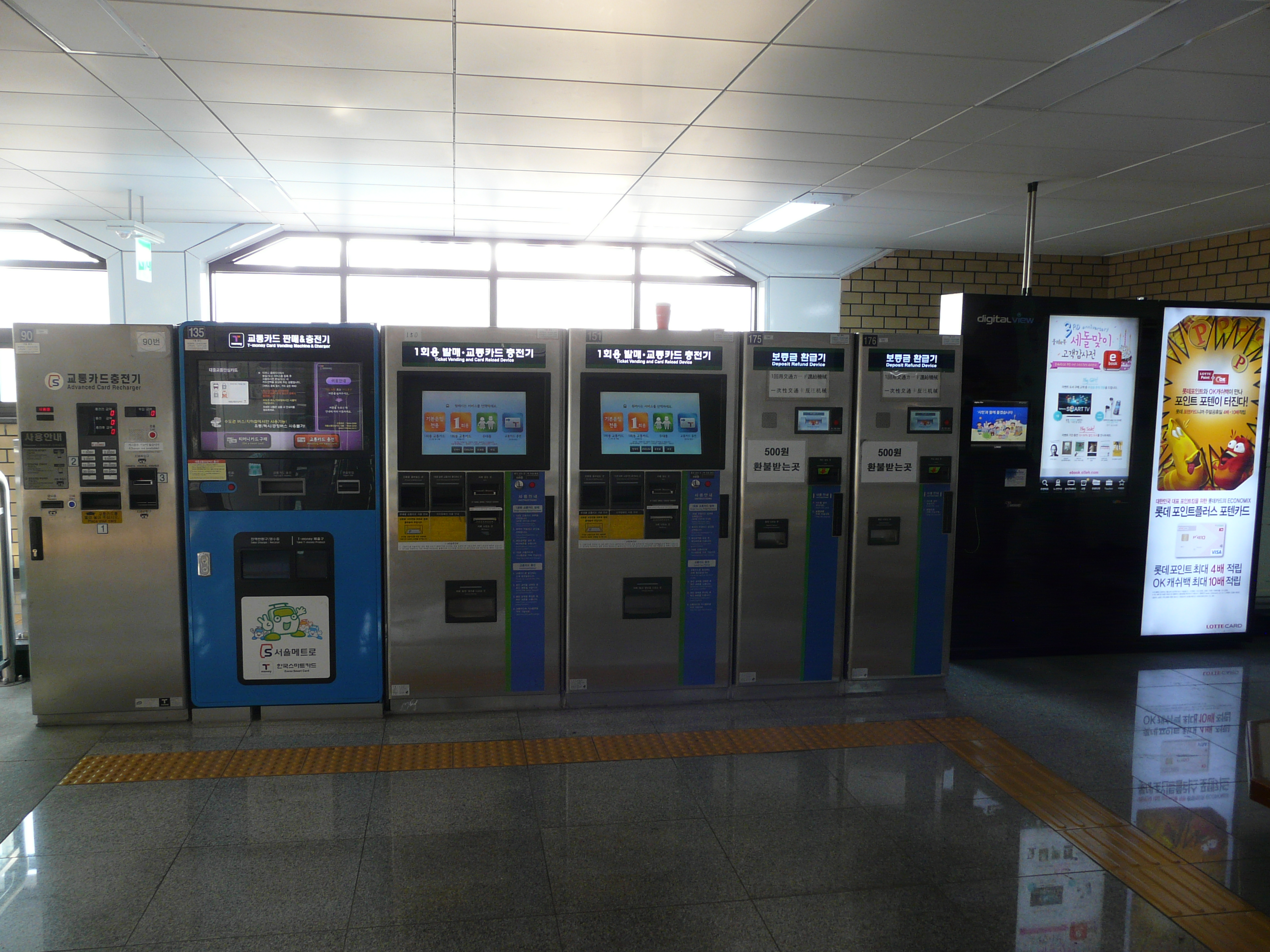
En 2013.

### Desserte
Université de Hanyang est desservie par les rames omnibus qui circulent sur la ligne 2.

Installations
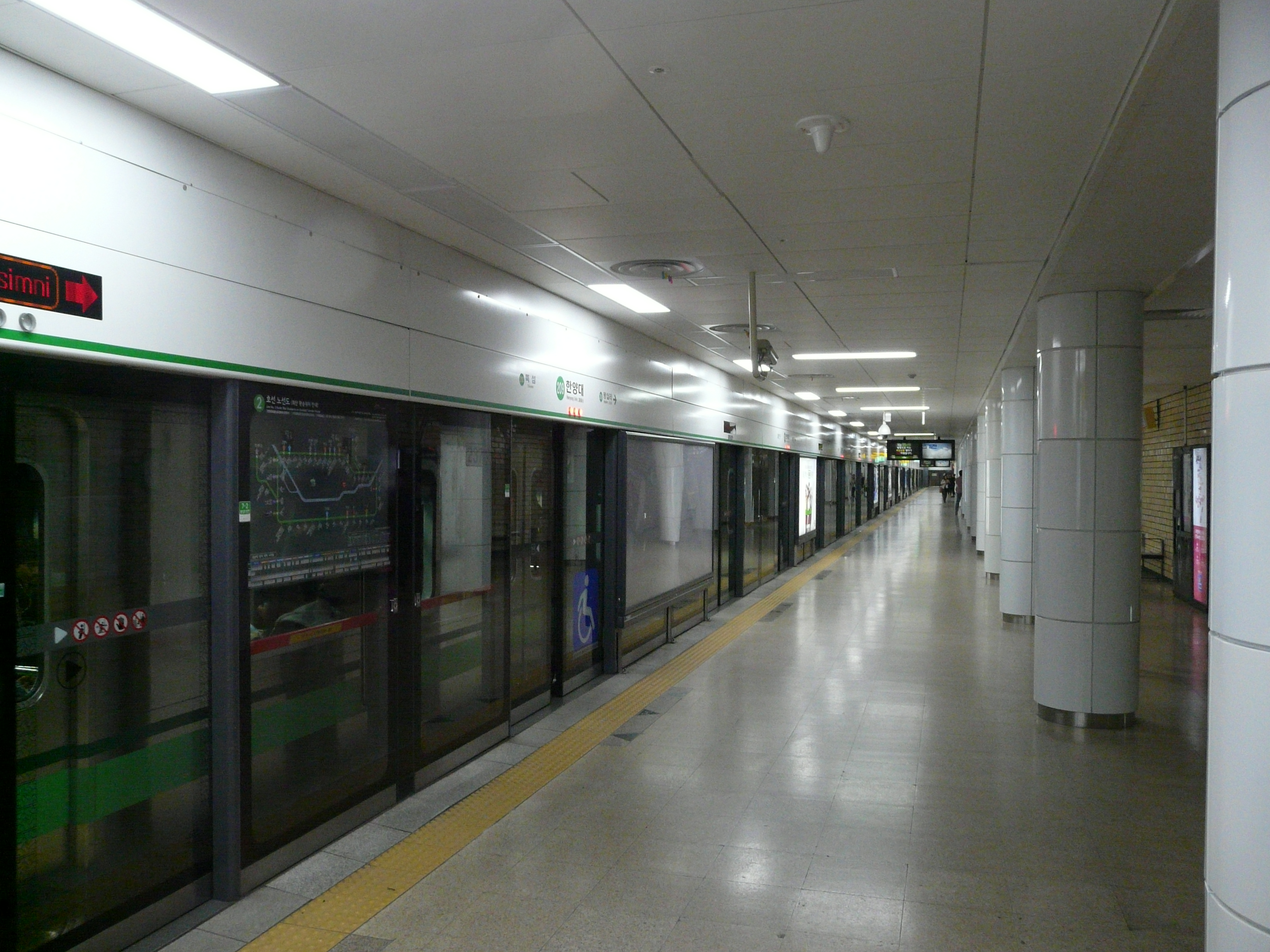
En 2013.
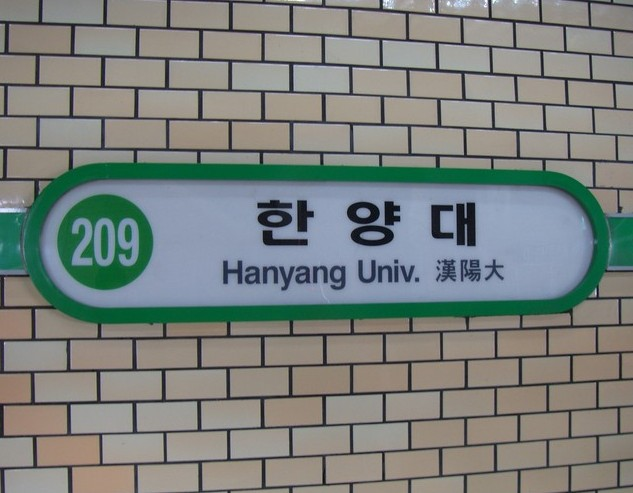
En 2008.
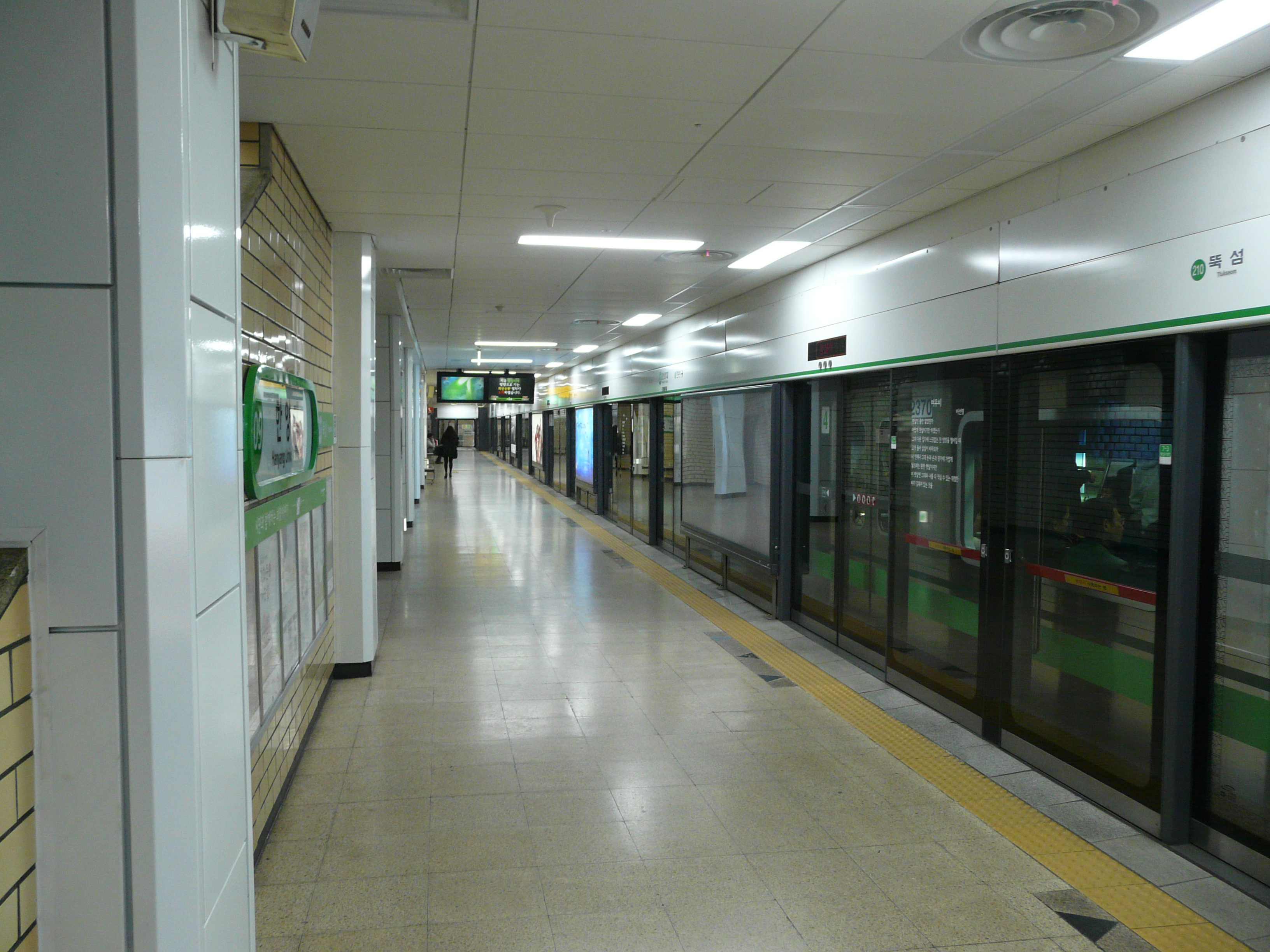
En 2013.

### Intermodalité
Des arrêts de bus urbains sont situés à proximité de certains accès de la station.

## À proximité
On y situe notamment l'Université de Hanyang et son campus.